# José Antonio Arana
Pour les articles homonymes, voir Arana.
José Antonio Arana Martija, né le 10 mars 1931 à Guernica et mort le 27 avril 2011 dans la même ville, est un musicographe, bertsolari, linguiste et académicien basque espagnol de langue basque et espagnole.

## Biographie
Après s'être exilé en France, il étudie au collège des humanités qui dispense la première partie l'enseignement des arts libéraux au Séminaire de Vitoria-Gasteiz et devient un disciple de Julio Valdés. Il avait obtenu auparavant une licence en droit dans les universités de Deusto et de Valladolid et poursuivi des études en sciences économiques.
Fondateur de l'ikastola Seber Altube, José Antonio travaille dans diverses associations basques. Après plusieurs travaux de recherche sur le Pays basque, il est nommé académicien correspondant et bibliothécaire à l'Euskaltzaindia en 1979, et académicien titulaire et trésorier en 1988. En 2006, l'Académie de la langue basque met en place un statut d’académicien émérite. Six académiciens titulaires, dont José Antonio Arana, ayant plus de 75 ans sont choisis : Piarres Charritton, Xavier Diharce “Iratzeder”, Jean Haritschelhar, Émile Larre et Antonio Zavala.
José Antonio Arana est membre de la Real Sociedad Bascongada de Amigos del País, de l'Instituto Americano de Estudios Vascos (Argentine) et de Eusko Ikaskuntza - Société d'études basques dont il sera le président de la « section musicale » en 1987. En tant que bibliothécaire et bibliographe, il sera invité à visiter plusieurs bibliothèques aux États-Unis, à Londres et Paris.
Son activité culturelle se dirige principalement vers la musique, le folklore et le bertsolarisme. Il a publié de nombreux travaux dans la revue Euskera et en 1962, il commence à collaborer pour la revue Tesoro Sacro Musical. José Antonio étudie les musiciens basques tels qu'Eustaquio Uriarte, José Domingo de Santa Teresa, José Maria Iparraguirre, Seber Altube, Francisco Madina, Luis Iruarrizaga, Aita Donostia. Il écrit également deux livres, l'un sur Bernardo Gabiola et l'autre sur Resurreccion Maria Azkue et collabore à l'hebdomadaire Hoja del lunes de Saint-Sébastien où il décrit les musiciens basques. José Antonio a aussi été collaborateur de l’Enciclopedia Catalana, de l’Enciclopedia General Ilustrada del País Vasco (Auñamendi) et des revues Txistulari, Dantzariak, Jakin, Aranzazu, Euskor, Mínima, Boletín de la Real Sociedad Bascongada de Amigos del País, Egan, Boletín del Instituto Americano de Estudios Vascos, etc. Il prend part à plusieurs livres écrits collectivement sur l'histoire de la musique basque comme Lur eta Gizon, Être Basque, Euskal Herria, Historia eta Gizartea, Enciclopedia Histórica Geográfica, Bizkaia 1789-1814, entre autres.
Indépendamment de nombreux articles et de quelques livres comme Elai-Alai, Ópera vasca en Vizcaya, Canciones de Navidad, Opera Omnia Vasconiae et la Bibliografía Bonapartiana ainsi que deux œuvres fondamentales: Música vasca (1976) avec une seconde édition (1987) et Eresoinka (1986).
En 1962, gérant le groupe Bogamazua ochote, il enregistre quatre disques et en 1978, avec la Chorale Andra Mari de Guernica qu'il dirigera pendant dix ans. Il est élu en Biscaye lors des élections générales du 3 avril 1979 en tant que représentant de Herri Batasuna. Et en juin 2004, José Antonio reçoit le prix Urrezko Luma durant le festival du livre de Bilbao.
En décembre 2010, Eusko Ikaskuntza lui décerne pour l'ensemble de ses œuvres le prix Manuel-Lekuona.

## Monographies
Dans le numéro monographique de la série Jose Antonio Arana-Martijari omenaldia = Homenaje a Jose Antonio Arana-Martija, on peut retracer toute l'information exhaustive sur sa trajectoire musicale.
- Música Vasca, Donostia, Aurrezki Kutxa Munizipala, 1976
- Elai-Alai, premier groupe chorégraphique du Pays basque, Gernika, Kultur Artea, 1977
- Ópera vasca en Vizcaya, Bilbao, Bizkaiko Aurrezki Kutxa, 1978
- Bernardo Gabiola, Bilbao, Bizkaiko Aurrezki Kutxa, 1980
- Canciones de Navidad, Bilbao, Bizkaiko Aurrezki Kutxa, 1981
- Resurrección María de Azkue, Bilbao, Caja de Ahorros Vizcaína, 1983
- Euskal Musika, Gasteiz, Eusko Jaurlaritza, 1985
- Música Vasca, Donostia, Erein, 1985
- Eresoinka: Embajada cultural vasca 1937-39, Gasteiz, Eusko Jaurlaritza, 1986
- Música vasca, Bilbao, Caja de Ahorros Vizcaína (2ª ed.), 1987
- Musikaren Historia: BBB-1, Donostia, Elhuyar, 1988
- Musikaren Historia zehar: BBB-1, Usurbil, Elhuyar, 1994
- Historia de la Música Vasca, Bilbao, Orain, 1996
- La edición musical en Bilbao, Bidebarrieta, 1998, nº III, 221-232
- Resurreccion M. Azkue. Herri jakintzatik euskara modernora, en Bidebarrieta, 1999, nº IV, 139-154.

Parmi ses compositions, on trouve les œuvres chorales suivantes : Aintza, Sinesten dot; Tenebrae factae sunt; Ator ator; Agur Jaunak; Iruñeko Ferietan; Iturengo Arotza; Euskal Abestiak: Ixil ixilik dago, Nere semian sema, Iruten arin nuzu, Capitán pilotu, Agur jaunak, Gernikako arbola; Kandelario, Urte Barri.